# Kolcsmező
Kolcsmező (1899-ig Kolcs-Hosszúmező, szlovákul: Dlhé Klčovo) község Szlovákiában, az Eperjesi kerület Varannói járásában.

## Fekvése
Varannótól 12 km-re délkeletre, a Tapoly és az Ondava között fekszik.

## Története
1300-ban „Hozyvmezee” alakban említik először. 1325-ben már három faluból állt, ezek: „Fel Hosszumezeo”, „Kesep Hosszumezeo” és „Oll Hozzumezeo”. 1331-ben és 1335-ben latin nevén, „Longuscampus” alakban szerepel. Templomáról és Lőrinc nevű papjáról az 1332 és 1337 között felvett pápai tizedjegyzék tesz először említést. Papja ekkor 8 garast fizetett. 1376-ban „Kochhozyomezew” néven említi oklevél. Csicsva várának uradalmához tartozott, a Rozgonyi család birtoka volt. 1582-ben főbb birtokosai közt a Kubinyi, Karvai, Szentiványi, Galovics, és a Malikóci családokat említik. 1598-ban a Hosszúmezey, Körtvélyessy, Tussay és Vitányi családnak voltak itt jobbágytelkei.
A község temploma a 16. századtól a 18. század elejéig az evangélikusok kezében volt. Ezután az ellenreformáció során visszakapta a katolikus egyház. A templomot a Szentháromság tiszteletére szentelték fel. 1730-ig a Berkóczy és Okolicsányi családok, később a Szirmay, Retteghy, Ujhelyi, Tary, Oros és Szécsényi családok birtoka. 1746-ban 244 lakosa volt, közülük 120 római katolikus, 81 görögkatolikus és 43 evangélikus.
A 18. század végén Vályi András így ír róla: „HOSSZÚ MEZŐ. Kolts Hosszú mező. Tót falu Zemplén Várm. földes Urai több Uraságok, fekszik Körtvélyeshez nem meszsze, és annak filiája, határja közép termékenységű, réttyei jók, legelője hasznos, és elegendő, malma közel, piatzozása Homonnán.”
1830-ban a falut nagy árviz sújtotta, melyben elpusztult a középkori templom is. Helyette 1835-ben építették fel a ma is álló katolikus templomot.
Fényes Elek 1851-ben kiadott geográfiai szótárában így ír a faluról: „Kolcs-Hosszumező, tót falu, Zemplén vmegyében, A. Körtvélyes fil. 731 kath., 8 evang., 28 zsidó lak. 788 h. szántófölddel. F. u. többen. Ut. p. Vecse.”
1851-ben 726 római katolikus, 275 görögkatolikus, 39 zsidó és 8 evangélikus lakosa volt. 1867-ben a Szirmay család adományozott a községi iskola céljára telket, rajtuk kívül a Durcsánszky, Szécsényi és Bárczy családok a főbb birtokosok.
Borovszky Samu monográfiasorozatának Zemplén vármegyét tárgyaló része szerint: „Kolcshosszúmező, ondavamenti tót kisközség. 187 házat számlál és 488 lakosa van, kik nagyobbára római katholikusok. Hajdan két község lehetett, mert a XIV. és XV. században csak Hosszúmező, a XVI. században pedig csak Kolcs néven szerepel egész 1582-ig, a mikor már együtt is és külön is emlegetik. Innen vette nevét egyik ősi birtokosa a Hosszúmezey család és előnevét a Körtvélyesy család. Neve a századok folyamán Kulch, Kulcs, Hulcs, Hulcshosszúmező és Kulcshosszúmező alakokat tüntet elő. 1363-ban a Rozgonyiak voltak a földesurai. Ez időtől egész 1582-ig nem ismerjük birtokosait, de ekkor Kubinyi Kristófot, Karvai Orlé Miklóst, Szent-Iványi Györgyöt és Galovics Mózest, öt évvel később meg Malikóczy Miklóst és Gábort iktatják birtokába. Az 1598-iki összeírás Tussay Albertet és Miklóst, Hosszúmezey Annát és Körtvélyesy Jánost és Zsigmondot sorolja fel. 1601-ben, a mikor Vitány Györgyöt iktatják némely részeibe, csendül meg mai neve Kócs-Hosszúmező alakban. 1730-ban a Barkóczyak és az Okolicsányiak, később még a Szirmayak, Rettegyek és Ujhelyiek, a mult század elején pedig a Szirmayakon, Barkóczyakon, Okolicsányiakon és Ujhelyieken kivül még a Tharyaknak, Oroszoknak s a gróf Széchenyieknek is volt itt birtokuk. Most gróf Széchenyi Imre és Bárczy István özvegye a birtokosai. Ezt a községet sem kímélte meg a XVII. századbeli pestis. Róm. kath. temploma 1870-ben épült.”
1920 előtt Zemplén vármegye Varannói járásához tartozott.

## Népessége
| Év:            | 1994. | 2004.   | 2014.   | 2024.   |
| -------------- | ----- | ------- | ------- | ------- |
| Emberek száma: | 1354  | 1419    | 1406    | 1347    |
| Eltérés:       |       | +4,80 % | -0,91 % | -4,19 % |

| Év:            | 2023. | 2024.   |
| -------------- | ----- | ------- |
| Emberek száma: | 1358  | 1347    |
| Eltérés:       |       | -0,81 % |

1910-ben 827, túlnyomórészt szlovák lakosa volt.
2001-ben 1413 lakosából 1366 szlovák és 31 cigány volt.
2011-ben 1410 lakosából 1384 szlovák.

## Nevezetességei
- A Szentháromság tiszteletére szentelt, római katolikus temploma 1835-ben épült.
- Szűz Mária tiszteletére szentelt, görögkatolikus temploma 1925-ben készült.